# Agência de classificação de risco de crédito
Uma agência de classificação de risco de crédito (do inglês credit rating agency) ou, mais simplesmente, agência de classificação de risco, denominada, em Portugal, agência de notação financeira  ou agência de notação de risco, é uma empresa que, por solicitação de um ou vários clientes, qualifica determinados produtos financeiros tanto de empresas, como de governos ou países, avalia, atribui notas e classifica esses países, governos ou empresas, segundo o grau de risco de que não paguem suas dívidas no prazo fixado. Quando esse risco de inadimplência se refere a operações de crédito concedido a um Estado soberano ou ao seu Banco Central, é chamado risco soberano. Quando o risco se refere contratos de crédito firmados com a totalidade dos agentes  (públicos,  incluindo entidades infranacionais e não soberanas, ou  privados) de um país, utiliza-se a expressão risco país.
Cada agência de classificação de risco possui uma taxonomia própria. Quanto maior for a probabilidade de moratória do agente, pior será a sua nota ou a sua classificação. Geralmente, utiliza-se a escala A, B, C, D. Na escala da Standard & Poor's  e da Fitch, a melhor classificação é AAA; a pior é D. Já na escala da Moody's, a melhor classificação é Aaa; a pior é C. Notas acima de BBB- ou Baa3 dão ao agente o grau de investimento, enquanto que os classificados abaixo dessa nota recebem o grau de especulação.
Essas agências operam  mediante remuneração, sendo contratadas por empresas ou, eventualmente,  estados que desejam ser classificados.

## História
Esse tipo de atividade começa a existir em meados do século XIX, nos Estados Unidos, quando algumas empresas  forneciam aos comerciantes  informações sobre a solvabilidade dos seus clientes, avaliando a capacidade desses cliente para honrar os pagamentos devidos em uma determinada obrigação financeira, tendo em vista a qualidade dos fiadores.
Historicamente, as primeiras agências de classificação de risco foram Fitch Ratings, Moody's e Standard & Poor's (S&P) - as chamadas The Big Three ('as três grandes'). A S&P e a Moody's têm suas sedes nos Estados Unidos, enquanto a Fitch tem duas matrizes  - em Nova York e  Londres - e é controlada pela  francesa Fimalac (Financière Marc Ladreit de Lacharrière).
Em 2013 as três detinham cerca de 95% do mercado global de classificação de crédito: Moody's  e Standard & Poor's, com aproximadamente 40% cada uma, e Fitch com cerca de 15%.
Segundo uma análise de Deutsche Welle, "seu estatuto especial fundamenta-se na lei — no início, apenas dos Estados Unidos mas, depois, também da Europa."  Entre meados dos anos 1990 e o início de 2003, as Big Three eram as únicas 'NRSROs (Nationally Recognized Statistical Rating Organizations ) dos Estados Unidos, ou seja, as únicas usadas pelo governo americano em atividades de regulação. Ainda na década de 1990, quatro outras NRSROs se fundiram com a Fitch, .
Em 2010, a  União Europeia tentou estabelecer na Europa uma agência de rating apoiada pelos estados-membros.

### Crise financeira de 2007-2010
As Big Three estiveram  sob suspeita desde a crise financeira global de 2007-2009, por terem atribuído classificações muito favoráveis a instituições financeiras insolventes, como  Lehman Brothers, e aos arriscados títulos subprime,  contribuindo para o colapso do mercado habitacional nos Estados Unidos. No seu relatório de investigação sobre a crise financeira,  a Financial Crisis Inquiry Commission referiu-se às "falhas" das Big Three  como "engrenagens essenciais na roda da destruição financeira."
No livro que escreveram sobre a crise, os  jornalistas Bethany McLeane e Joe Nocera criticam as agências de rating por continuar, ao longo de 2005, 2006 e 2007, batendo o carimbo de triplo A em títulos subprime, mesmo quando as subscrições se deterioraram, e era óbvio que o boom habitacional se transformara em uma bolha. McLean & Nocera classificam essa prática como uma erosão das normas, com afastamento proposital de qualquer dúvida, visando manter gordas comissões e quotas de mercados - mas também por incapacidade de enfrentar "os bancos de investimento emissores desses títulos."  Em 5 de fevereiro de 2013 The Economist  afirmou: "É indiscutível que as agências de rating fizeram um péssimo trabalho na avaliação dos títulos vinculados a hipotecas, antes que a crise estourasse".

### Rebaixamentos posteriores
Em agosto de 2011, a S&P rebaixou a nota dos títulos dos Estados Unidos, que por muito tempo mantiveram a classificação AAA.
Desde o segundo trimestre de  2010, pelo menos uma das Big Three rebaixou os títulos da dívida da Grécia, de Portugal e da Irlanda ao status de "lixo" - e muitos analistas da UE acreditam que esse movimento tenha turbinado a crise europeia da dívida soberana. Em janeiro de 2012, em meio à persistente instabilidade da Zona Euro, a S&P ainda rebaixou nove países da zona, retirando da França e da Áustria a classificação de triplo A.

## Funcionamento
As agências atribuem as notas de risco de crédito não apenas a estados nacionais, mas também entidades subnacionais e empresas, especialmente bancos. O objetivo da classificação é mostrar a capacidade de pagamento de dívidas (valor total e juros) no prazo prometido - ou seja, mostrar a capacidade de o emissor cumprir seu contrato no prazo prometido.
As agências classificam tanto um devedor, quanto um título específico. Eventualmente, a depender das  garantias ou cláusulas contratuais, um determinado título pode ser mais garantido do que o patrimônio do emissor, no seu conjunto. Nesse caso, a classificação do título pode superar a classificação do emissor.
Essas agências também atribuem notas aos chamados produtos financeiros estruturados (ou simplesmente "produtos estruturados"), que são derivativos de crédito ou  títulos oriundos da securitização de créditos concedidos por bancos comerciais (incluindo hipotecas residenciais securitizadas), combinados com opções, índices, commodities, títulos de dívida de empresas (tais como debêntures, notas promissórias, bônus, certificados de recebíveis etc.) ou moedas estrangeiras, e, em menor medida, swaps. Em meados de junho de 2007, por exemplo, diante de rumores de que dois hedge funds, geridos pelo Bear Stearns, cujos ativos eram garantidos por hipotecas subprimes, haviam sofrido perdas e que o banco tinha vendido USD 3,8 bilhões em bônus para fazer frente à reposição de garantias, as agências de classificação de risco começaram a rebaixar as notas de inúmeros títulos garantidos por hipotecas residenciais, tais como os RMBS (Residential-Mortgage-Backed Securities),  e títulos estruturados de múltiplas tranches, como a CDO (Collateralized debt obligation).

## Críticas
Uma crítica às agências de classificação de risco reside no fato de os clientes das agências - ou seja, os responsáveis pelo faturamento delas - serem exatamente os países, municípios, bancos e empresas. Ou seja, a empresa ou ente público paga à agência de classificação para que esta faça a avaliação de sua capacidade de pagamento. A pedido da empresa contratante, a classificação pode manter-se confidencial - quando, por exemplo, a empresa contratante entende que a classificação atribuída ficou aquém de suas expectativas. Para que a classificação se torne pública, a empresa contratante deve autorizar formalmente a publicação. Todavia, a qualquer momento, a classificação pode ser revista e alterada - tanto para cima (upgrade) como para baixo (downgrade) -,  caso a avaliação do risco de crédito atribuído à empresa ou ente público se modifique. [carece de fontes?]
Em geral, porém, o fato de  serem pagas pelos próprios avaliados não é referido quando se pretende explicar os erros cometidos pelas agências de rating, quando, por exemplo,  atribuíram grau de investimento à  Enron  algumas semanas antes de a empresa quebrar  em meio a um mar de denúncias de fraudes contábeis e fiscais, ou, ainda, quando classificaram como AAA os chamados "ativos tóxicos"  -   títulos baseados em empréstimos subprime (créditos hipotecários  para o setor imobiliário,  destinados a tomadores de  alto  risco).  Conforme assinalou o relatório da Financial Crisis Inquiry Commission (FCIC),

"As três agências de notação de crédito  [Moody's, Standard & Poor's e Fitch] foram elementos fundamentais da crise financeira. Os títulos relacionados com hipotecas que estão no centro da crise não poderiam ter sido comercializados e vendidos sem o seu selo de aprovação. Os investidores confiaram nelas, muitas vezes cegamente. Em alguns casos, eles foram obrigados a usá-las, ou as normas regulatórias do capital eram articuladas a elas. Esta crise não poderia ter acontecido sem as agências de 'rating' " Original {{}}: "The three credit rating agencies were key enablers of the financial meltdown. The mortgage-related securities at the heart of the crisis could not have been marketed and sold without their seal of approval. Investors relied on them, often blindly. In some cases, they were obligated to use them, or regulatory capital standards were hinged on them. This crisis could not have happened without the rating agencies."'— Financial Crisis Inquiry Commission - FCIC
Todavia, os critérios e fundamentos econômicos, bem como o rigor dessas avaliações têm sido questionados. Após o escândalo da Enron, o então senador americano Joe Lieberman defendeu que as agências de rating deveriam ser submetidas a vigilância por parte da Comissão de Títulos e Câmbio dos Estados Unidos (SEC) e a uma regulamentação mais rigorosa das suas atividades,  incluindo auditorias periódicas para avaliar o rigor e a precisão dos avaliadores. Outros críticos acreditam que um choque de concorrência obrigaria as Big Three - as três grandes agências de rating, que, na prática, atuam como um oligopólio -  a serem mais cuidadosas nas suas avaliações, lembrando que pelo menos uma agência menor, a Egan-Jones Ratings Company,  havia rebaixado os títulos da Enron a "lixo"  um mês antes das grandes agências. Mais recentemente, um antigo analista da Moody's, William J. Harrington, que trabalhou na agência por 11 anos, apresentou um relatório à SEC, referindo-se a casos de conflitos de interesse e gerenciais que perpassavam os processos da agência.  Segundo Harrington, "as agências de rating têm sido os bichos-papões da crise. De fato, elas têm uma grande responsabilidade, mas esse foco exclusivo sobre as agências encobre  os problemas que perpassam todo o sistema - envolvendo grandes bancos,  empresas de contabilidade, de advocacia financeira e de investimentos, agências reguladoras  e a imprensa financeira.  As agências de rating prestam  um desserviço permitindo  que grande parte da culpa recaia sobre elas.  Elas estão de fato protegendo esses outros atores - que parecem muito satisfeitos com esse arranjo." 

### Excessiva dependência dasBig Three
Uma crítica frequente às Big Three, e muito ligada à falência de bancos durante a recessão de 2008, é a dominância que as agências exerciam no mercado. Como as três agências (S&P, Fichte e Moody's) detinham 95% do mercado, havia pouco espaço para competição. Muitos acreditam que isso foi um fator crucial que contribuiu para o ambiente infestado de títulos tóxicos  que levou à crise financeira. No final de 2011, durante um debate preliminar do Comitê Europeu de Assuntos Econômicos e Monetários,  foi defendida uma concorrência maior entre as agências de rating, acreditando-se que isso reduziria os conflitos de interesse e criaria critérios mais transparentes para a classificação da dívida soberana. Há mais de cem agências de rating nacionais e regionais que poderiam fazer avaliação de risco de crédito se pudessem ganhar credibilidade, atendendo às condições para serem registradas na Autoridade Europeia dos Valores Mobiliários e dos Mercados. Elas poderiam também usar dados do Banco Central Europeu e do  Fundo Monetário Internacional para ajudar suas análises. A dependência em relação às Big Three também poderia ser reduzida se as grandes empresas se avaliassem, elas mesmas, acreditavam alguns deputados europeus.
Em novembro de 2013, empresas de rating de cinco países (CPR de Portugal, CARE Rating da Índia, GCR da África do Sul, MARC da  Malásia e SR Rating do Brasil) formaram uma joint venture, lançando a ARC Ratings, uma nova agência global, apresentada como alternativa às "Big Three".
Em setembro de 2015, a Standard & Poor's rebaixou o grau de investimento do Brasil. Segundo o economista José Antonio Ocampo, professor da Universidade de Columbia e ex-ministro das Finanças da Colômbia, a S&P errou, pois o país não tem problemas para pagar suas dívidas - ainda que o ajuste fiscal promovido pelo governo brasileiro seja exagerado e, segundo ele, vá aprofundar a recessão. "A função das agências é prever o comportamento dos bônus no longo prazo, e não atuar de modo oportunista numa crise". Ocampo disse ainda que esse tipo de erro confirma "a péssima imagem" que ele tem das agências de classificação de risco -  por seu  histórico de erros. Na mesma linha, o também economista Luiz Gonzaga Belluzzo, ex-secretário de Política Econômica do Ministério da Fazenda e professor da Unicamp, as agências de rating ainda são reverenciadas, embora  já  devessem  ter perdido sua credibilidade desde a desastrada atuação que tiveram no período que antecedeu a crise de 2008.